# 吳祐 (元朝)
吳祐（？—1277年），安丰寿春人，南宋末年、元朝初年政治人物。

## 生平
至元十二年（1275年），元军抵达安庆，范文虎以城降元，吴祐以乡兵守卫寿春，道路不通，也降元。伯颜渡长江，以吴祐为向导，由池口趋建康、攻克建平、长兴二县，占据独松关。又跟随元军渡钱塘江，攻越州、台州、温州三州，进攻打下莆阴县，以功被任命为怀远大将军、招讨使。至元十四年（1277年）去世。其子吴安民袭父职。